# Skivborr
Skivborr är ett borr tillverkat av ett skivformat avslag där borren har retuscherats fram. och ska inte förväxlas med krumborr som även kallas zinken efter den tyska terminologin. 
Mark Wyszomirski delade in skivborrarna i Råby i  4 grupper:  
1. retuscherade avslag med en spets bildad med hjälp av kantretusch Fyndtätheten på boplats var störst av dessa. 
2. avlånga skivborrar, vilkas relativa bredd är mindre än 75% av längden. 
3. flerdubbla skivborrar vilkas spetsar är tillverkade med hjälp av fördjupningar successivt runt omkring kanten.På boplatsen hittades dubbla borrar 7 stycken; tredubbla 8 stycken fyrdubbla 1stycken och 1 stycken  femdubbel, 
4. kärnborrar 5 stycken, är tillverkade av kraftigare filmbitar. De saknar flata undersidor och istället finns spår av avslag med oregelbunden riktning.
Skivborrar är vanliga fynd på förhistoriska boplatser från en lång tidsperiod långt fram i bronsålder. Till  exempel hittades de på Stora Karlsö.  
Flintborrar hittades tre en av typen kärnborr och två skivborrar. En var komplett  var den mer arbetade av de tre, är teknologiskt snarlik flera andra borrar från Gropkeramiska fyndlokaler, t.ex. från Alvastra pålbyggnad (SHM 19150:F8:48). Schnittger och Rydh (1940:67) omtalar två fynd av borrar från Stora Förvar, men ingen av dessa motsvarar de här beskrivna.
Zinken tillverkas av ett spån inte av skivor . Zinken har spetsen riktad åt sidan. Användningsområdet är oklart. men troligen har de använts till ristningsarbeten i ben och horn. Krumborrar är vanliga under Hamburgkulturen och förekommer inte sedan under förhistorien.  